# 1971 na Alemanha
Esta é uma cronologia dos fatos acontecimentos de ano 1971 na Alemanha.

## Eventos
- 3 de maio: Walter Ulbricht renuncia do cargo do secretário-geral do Comitê Central do Partido Socialista Unificado da Alemanha (SED). Seu sucessor é Erich Honecker.[1]
- 3 de setembro: Em Berlim, o Tratado das Quatro Potências é assinado pelos representantes dos Estados Unidos, do Reino Unido, da França e da União Soviética.[2]
- 20 de outubro: O chanceler federal Willy Brandt recebe o Prêmio Nobel da Paz em Oslo.[2]
- 17 de dezembro: Os secretários de Estado, Egon Bahr da Alemanha Ocidental e Michael Kohl da Alemanha Oriental, assinam o acordo sobre o trânsito em Bonn.[3]